# Pulsatil·la vermella
La pulsatil·la vermella o pulsatil·la de prat, Pulsatilla rubra o Anemone pulsatilla subespècie rubra, és una espècie de planta dins la família ranunculàcia.

## Descripció
Planta d'1 a 20 cm d'alt amb les fulles de l'involucre sèssils, concrescents a la base, palmades o pinnades, laciniades; flors solitàries d'un púrpura violaci de 4,5 -6,5 cm de diàmetre. Floreix d'abril a maig.

## Hàbitat
Pastures seques calcàries i menys sovint silícies. Es distribueix a l'oest d'Europa. Als Països Catalans només es troba a Catalunya on viu entre els 1400 i els 2000 m d'altitud.